# Хендергинский сумон
Хендергинский сумон — административно-территориальная единица (сумон) и муниципальное образование со статусом сельского поселения в Чеди-Хольском кожууне Тывы Российской Федерации.
Административный центр и единственный населённый пункт сумона — село Ак-Тал.

## Население
| 2017 | 2018 |
| ---- | ---- |
| 974  | ↗996 |